# 奴加岳村
奴加岳村（ぬかだけそん）は、長崎県下県郡にあった村。1955年（昭和30年）に東隣の仁位村と合併し、豊玉村となった。
現在の対馬市豊玉町の西部にあたる。

## 地理
対馬島の中部に位置する。
- 山：糠岳（奴賀岳、紅皿岳）[2]、竹無山、悪代山、黒隈山、遠見山、岳ノ山、天狗山、アヨウ岳
- 島嶼：榎島、神ノ島、中ノ島、寺崎島、丸島（円島）、牛島
- 河川：田川、卯麦川
- 港湾・海域：大口瀬戸、浅茅湾（仁位浅茅湾）、佐保浦、卯麦浦、糠浦、貝口浦、唐洲浦、綱浦、銘浦、田ノ浦

## 沿革
当村域の一帯について、中世は「仁位郡」の一部、近世は「仁位郷」の一部に属した。また『津島紀事』によれば、仁位郷内には枝村4村を含む21村が属していたとされる。仁位郷は対馬島内の他の各郷とともに明治5年に廃止された。
- 1908年（明治41年）4月1日 - 島嶼町村制施行により、卯麦村・佐保村・貝口村・唐洲村・廻村・志多浦村・大綱村・小綱村・銘村・田村が合併し下県郡奴加岳村が発足[7]。
- 1955年（昭和30年）3月20日 - 仁位村と合併して豊玉村が発足し、奴加岳村は自治体として消滅。

## 地名
大字を行政区域とする。
- 卯麦（うむぎ）
- 大綱（おおつな）
- 貝口（かいぐち）
- 唐洲（からす）
- 小綱（こづな）
- 佐保（さほ）
- 志多浦（したうら）
- 田（た）
- 廻（まわり）
- 銘（めい）

## 名所・旧跡
- 糠岳古戦場
- 観音寺